# Hà Thu Phương
Hà Thu Phương (ur. 2002) – wietnamska zapaśniczka walcząca w stylu wolnym. Złota medalistka mistrzostw Azji Południowo-Wschodniej w 2022 roku.